# Zapf (Familienname)
Zapf ist ein deutscher Familienname.

## Namensträger

### Künstler- bzw. Spitzname
- Zapf (Illustrator) (Falk Holzapfel; * 1980), deutscher Illustrator
- Zapf (1920–1986), deutscher Fußballspieler und -trainer, siehe Robert Gebhardt

### Familienname
- Albert Zapf (1870–1940), deutscher Politiker und Jurist
- Amy Zapf (* 1974), deutsche Musikerin
- Anton Zapf (* 1951), deutscher Dirigent, Musiker, Komponist und Skispringer
- August Zapf (1826–1910), deutscher Opernsänger
- Dieter Zapf (* 1955), deutscher Psychologe
- Dietmar Josef Zapf (* 1946), deutscher Maler und Radierer
- Franz Zapf (Politiker) (1900–1980), deutscher Landwirt und Politiker (SV), MdL Rheinland-Pfalz
- Franz Zapf (Heimatforscher) (1903–1966), deutscher Heimatforscher, Numismatiker und Museumsleiter
- Georg Zapf († nach 1605), deutscher Baumeister
- Georg Wilhelm Zapf (1747–1810), deutscher Historiker und Bibliograph
- Gudrun Zapf-von Hesse (1918–2019), deutsche Typografin und Buchbinderin
- Günter Zapf (1957–2024), deutscher Moderator und Footballspieler
- Heinrich Zapf (Verwaltungsjurist) (1871–1949), deutscher Verwaltungsjurist und Politiker
- Heinrich Zapf (Skispringer), deutscher Skispringer
- Helmut Zapf (* 1956), deutscher Komponist
- Hermann Zapf (Politiker) (1886–1957), deutscher Politiker (NSDAP), MdR
- Hermann Zapf (1918–2015), deutscher Typograf, Kalligraf, Autor und Lehrer
- Hubert Zapf (* 1948), deutscher Amerikanist und Literaturwissenschaftler
- Karl Zapf (Heimatforscher) (1795–1845), deutscher Zeitungsgründer und Heimatforscher
- Karl-Heinz Zapf (* 1951), deutscher Fußballspieler
- Kathinka Zapf (1869–1944), deutsche Musiklehrerin und Sängerin
- Klaus Zapf (1952–2014), deutscher Unternehmer
- Kurt Zapf (1929–2010), deutscher Fußballspieler
- Lilli Zapf (1896–1982), deutsche Sekretärin und Heimatforscherin
- Ludwig Zapf (1829–1904), deutscher Heimatforscher
- Manfred Zapf (* 1946), deutscher Fußballspieler und -trainer
- Marcel Zapf (1922–2016), deutscher Maler
- Marlene Zapf, Geburtsname von Marlene Kalf (* 1990), deutsche Handballspielerin
- Nicolaus Zapf (1600–1672), deutscher Theologe
- Nora Zapf (* 1985), deutsche Lyrikerin, Übersetzerin und Literaturwissenschaftlerin
- Otto Zapf (1931–2018), deutscher Industriedesigner
- Paula Zapf (1918–2005), deutsche Karnevalistin
- Rosl Zapf (1925–2019), österreichische Opernsängerin (Mezzosopran)
- Rudi Zapf (* 1959), deutscher Musiker und Kabarettist
- Uta Zapf (* 1941), deutsche Politikerin (SPD)
- Volkmar Zapf (* 1970), deutscher Basketballspieler
- Wolfgang Zapf (1937–2018), deutscher Soziologe und Hochschullehrer